# Mihael Angelo Pagliaruzzi
Mihael Angelo Pagliaruzzi, vitez s Kieselsteina, kranjski plemič in industrialec, * 1788, † 1856.
Njegov oče, Natalis Pagliaruzzi, mu je leta 1830 predal sitarsko industrijo v Kranju, ki jo je nato prodal bratoma Lokarjema.